# Бахавалпур (княжество)
Бахавалпур (урду ریاست بہاولپور) — туземное княжество, существовавшее на юго-востоке нынешнего Пакистана в период с 1690 по 1947 годы.

## География
Княжество Бахавалпур располагалось на территории пакистанской провинции Западный Пакистан (ныне — провинция Пенджаб). Его столицей был город Бахавалпур. Площадь княжества составляла 45.911 км² (на 1941 год). Население его равнялось 1.341.209 человек (на 1941 год). Плотность населения составляла 29 чел./км² (1941).

## История
Княжество Бахавалпур было создано в 1690 году эмиром Шикарпура Бахадуром Ханом II. К началу XIX века оно становится полностью независимым, однако в 1833 году попадает в сферу влияния Великобритании. В 1947 году, при разделе Британской Индии Бахавалпур входит в состав Пакистана. Княжество окончательно было упразднено в 1955 году, и его территория стала частью провинции Западный Пакистан.
Первоначально, с конца XVII века княжество входило состав империи Великих Моголов. Эмир Садик Мухаммед Хан I признал власть над собой правителя Персии Надир-шаха, за что получил от последнего наследственный титул наваба (5 января 1740 года). В 1747 году Надир-шах был убит, и княжество Бахавалпур постепенно переходит по контроль афганской династии Дуррани. В течение последовавших нескольких лет в Бахавалпуре царила анархия и рознь между различными местными племенами, пока эмир Дауд Бахавал Мохаммад Хан I не объединил страну. В 1748 году он основывает город Бахавалпур, и с тех пор носит титул наваб Бахавалпура. Его сыну Мубараку удалось закрепить за княжеством территорию южнее русла реки Беас (районы Пакпаттан, Майлси, Дуньяпур и Карор). В 1780 году наваб Мухаммад Бахавал Хан II получает почётные титулы Рукн уд-Даула (Колонна державы), Нусрат Джунг (Побеждающий в битвах) и наваб Бахадура от Великого Могола Шаха Алама II. В 1789 году Бахавалпур был на некоторое время оккупирован войсками правителя Афганистана Тимур-Шаха. В 1802 году Мухаммад Бахавал Хан II получает дополнительно от шаха Афганистана Махмуда Шаха Дуррани титул Муклис уд-Доула (Преданный слуга державы) и разрешение на чеканку в Бахавалпуре собственной монеты.
22 февраля 1833 года, в обстановке угрожавшей княжеству войны с государством сикхов, Бахавалпур заключает договор о взаимопомощи с Британской Ост-Индской компанией. Хоть англичане и подтвердили в последующем договоре в 1835 году независимость княжества, Бахавалпур постепенно превращался в вассальное государство Ост-Индской компании, а с 1858 года — Британской Индии. В 1942 году в Бахавалпуре вводится должность премьер-министра. 7 октября 1947 года последний правивший наваб Бахавалпура объявил о вхождении его государства в состав создаваемого Пакистана, однако продолжал управление страной вплоть до полного включения княжества в состав провинции Западный Пакистан 14 октября 1955 года. В настоящее время территория бывшего княжества разделена на районы Бахавалпур, Бахавалнагар и Рахимьяр-Хан основанной в 1970 году пакистанской провинции Пенджаб. В период с 1945 по 1949 год Бахавалпур выпускал собственные почтовые марки.

## Правители Бахавалпура
Первоначально княжество называлось Шикарпур — по имени основанной в 1690 году столицы. Его правители из рода Аббасидов (род Даудпутра) вёл своё происхождение от дяди пророка Мухаммеда, Аббаса. В середине XIV столетия Султан Ахмад II, сын правителя Египта Шаха Музаммиля, покинул свою страну и около 1370 года прибыл в сопровождении большой свиты и войска из арабов в Синд. Здесь он женился на дочери раджи Раи Доранг Сахта и получил в качестве приданого треть этой страны. Признанным родоначальником династии считается эмир Фатулла Хан Аббаси, захвативший принадлежавшую радже Алора и Бхаманабада территорию Бхангара. Эмир Мухаммад Чани Хан Аббаси поступает на службу к Великим Моголам и получает от них в 1583 году титул «панчари». После его смерти династия Аббаси разделилась на 2 линии — Даудпутра и Калхора. Эмир Бахадур Хан II Аббаси покидает родовую резиденцию Тарай, обосновывается близ Баккара и в 1690 году основывает Шикарпур. В 1737 году Аббаси были изгнаны из их родовых земель в синдском Рори-Баккар и осели в Бахавалпуре после того, как у Дауд-Хана возник конфликт с назначенным Надир-шахом афганским губернатором Синда.
Правители княжества из династии Аббаси до 1740 года носили титул «амир» (эмир). Позднее они титуловались как наваб амир. В 1955 году пакистанским правительством этот титул был отменён, и нынешний представитель бывших правителей Бахавалпура носит титул эмира (эмир Салах уд-Дин Мухаммед Хан).

С момента образования княжества им правили следующие представители династии Аббаси: 
- Эмир Бахадур Хан II, эмир Шикарпура (1690—1702)
- Эмир Мухаммад Мубарак Хан I, эмир Шикарпура (1702—1723)
- Наваб Эмир Садик Мухаммад Хан I, эмир Шахр-Данда (1723-11 апреля 1746), 1-й наваб Бахавалпура (5 января 1740 — 11 апреля 1746)
- Наваб Эмир Мухаммад Бахавал Хан I,, 2-й наваб Бахавалпура (11 апреля 1746 — 12 июня 1750)
- Наваб Эмир Мухаммад Мубарак Хан II, 3-й наваб Бахавалпура (12 июня 1750 — 4 июня 1772)
- Наваб Эмир Мухаммад Бахавал Хан II, 4-й наваб Бахавалпура (4 июня 1772 — 13 августа 1809)
- Наваб Эмир Садик Мухаммад Хан II, 5-й наваб Бахавалпура (13 августа 1809 — 17 апреля 1826)
- Наваб Эмир Мухаммад Бахавал Хан III, 6-й наваб Бахавалпура (17 апреля 1826 — 19 октября 1852)
- Наваб Эмир Садик Мухаммад Хан III, 7-й наваб Бахавалпура (19 октября 1852 — 20 февраля 1853)
- Наваб Эмир Фатех Мухаммад Хан, 8-й наваб Бахавалпура (20 февраля 1853 — 3 октября 1858)
- Наваб Эмир Мухаммад Садик Хан, 9-й наваб Бахавалпура (правил с 1859, свергнут своим старшим братом с престола. Получая от англичан пенсию в 19.200 рупий ежегодно, попытался вернуть себе княжество, однако был заключён с урезанием пенсиона в 2 раза в крепость Лахора, где в 1864 скончался при невыясненных обстоятельствах).
- Наваб Эмир Мухаммад Бахавал Хан III, 10-й наваб Бахавалпура (ум. 1866)
- Наваб Эмир Садик Мухаммад Хан IV, 11-й наваб Бахавалпура (род. 1862, на престоле 1862—1899; самостоятельно правил с 1879). В начале своего правления находился под полным влиянием англичан. Во время Второй афганской войны (1879—1880) предоставил в распоряжение британских войск 20 тысяч верблюдов.
- Наваб Эмир Мухаммад Бахавал Хан V, 12-й наваб Бахавалпура (1899—1907)
- Наваб Эмир Садик Мухаммад Хан V, 13-й наваб Бахавалпура (род. 1904, правил 1907—1947/1955).

Эмир Аббас Али Хан (22 марта 1924 — 14 апреля 1988). Бахавалпуром не правил, однако в 1975—1977 годах являлся губернатором пакистанской провинции Пенджаб.